# Power Jets W.1
Power Jets W.1 (ponegdje nazvan Whittle W.1) je bio britanski turbomlazni motor koji su dizajnirali Frank Whittle i Power Jets. W.1 je sagrađen po ugovoru s British Thomson-Houstonom (BTH) ranih 1940-ih. Poznat kao prvi britanski mlazni motor za let, kao "Whittle Supercharger Type W1", a bio je pogonom za Gloster E.28/39 na njegovu prvom letu kod RAF-ove postaje Cranwella 15. svibnja 1941. godine. Nadomjestio ga je Power Jets W.2.
Daljnjim razvijanjem W.1 razvijen je u General Electric J31. W.1 je prvi put pokrenut 14. prosinca 1940. godine.

## Dizajn i razvoj
Nakon razdoblja ravnodušnosti, demonstracija Power Jetsa WU lipnja 1939. pred izaslanstvom ministarstvom zrakoplovstva, s naglaskom na Pyea, direktora znanstvenog istraživanja. Demonstracija je bila tako uspješna da je ministarstvo brzo pripremilo za otkup motor radi davanja kapitala za rad Power Jetsu, posuđujući im ga nazad radi testiranja.
Istovremeno je ugovoren "letni motor", the W.1. Za razliku od Whittlea WU, koji je započeo testiranja 1937., W.1 je bio simetrični motor dizajniran da nakon razvoja bude ugrađen u zrakoplov. W.1 služio se dvostranim centrifugalnim kompresorom od slitine hiduminija RR.59, komora za izgaranje 'Lubbock' obrnutog toka i vodom hlađenu turbinsku sekciju. Turbina je poslije preinačena da se može hladiti zrakom. Lopatice turbine bile su Firth-Vickersove Rex 78, nehrđajući čelik razvijen je pod dr. W. H Hatfieldom. Prema projektu, trebala je biti 860 funta snage (lbf, kN) pri 16500 rpm, povećano do 17750 rpm na iznad 4000 stopa. S W.1 manevriranje zrakoplovom bi posljedično bilo ograničeno na 2g. Najviša temperatura ispušnih plinova u mlaznici bila je 597 °C.

## Inačice
W.1(T)
Sagrađen od pričuvnih djelova samo za testiranje karakteristika.
W.1(3)
Modificirani W.1.
W.1X
Rani W.1 sastavljen od nezrakoplovnih dijelova i namijenjen samo za zemnu uporabu (testiranje taksiranja). Poslije je poslan u SAD listopada 1941. i postao prvi mlazni motor koji je pokrenut u Sjevernoj Americi.
W.1A
Zasnovan na W.1, turbinskog diska hlađenog zrakom, snage 1450 lbf (6,45KN). Sadržavao je osobine namijenjene W.2-ici. Korišten u drugoj seriji probnih letova E.29/39 W4041/G počevši od 16. veljače 1942. i opremljen gorivnim barostatom. Kasnije je imao modificirani sustav uljnog prstena radi sprječavanja smrzavanja ulja na većim visinama.
WR.1
Pokusni nistkotlačni dizajn. Sastavio ga Rolls-Royce pod ugovorom s Power Jetsom.

## Svojstva
Svojstva (specifikacije) ranog razvojnog motora, prema Jane'su:
Opća svojstva
- vrsta: turbomlazni motor s centrifugalnom izvedbom
- dužina:
- promjer:
- masa suhog motora: 320 kg
- gorivo: kerozin
- potrošnja goriva: 531 kg/h
- najveći potisak:  3,8 kN pri 16.500 rpm
- omjer potiska i mase: 1,214:1

Specifikacije razvojnog motora u kasnijim fazama, prema Jane'su:
Opća svojstva
- vrsta: turbomlazni motor s centrifugalnom izvedbom
- dužina:
- promjer:
- masa suhog motora: 320 kg
- gorivo: kerozin
- sveukupni omjer tlaka: ~3,8:1
- potrošnja goriva: 636 kg/h
- najveći potisak:  4,59 kN
- omjer potiska i mase: 1,474:1

## Vanjske poveznice
- Flight, October 1945 - The Power Jets W.1